# ペスタロッチー教育賞
ペスタロッチー教育賞（ペスタロッチーきょういくしょう）とは、ヨハン・ハインリヒ・ペスタロッチを研究し、戦後の教育に貢献した教育学者長田新を記念し、長田が教鞭をとった広島大学大学院教育学研究科が1992年に設立した賞である。民衆教育に貢献した個人・団体に贈られる。一般には、「ペスタロッチ」と表記されることが多いが、長田新は、ペスタロッチーと表記することを好んだため、この賞の呼称は「ペスタロッチー教育賞」である。

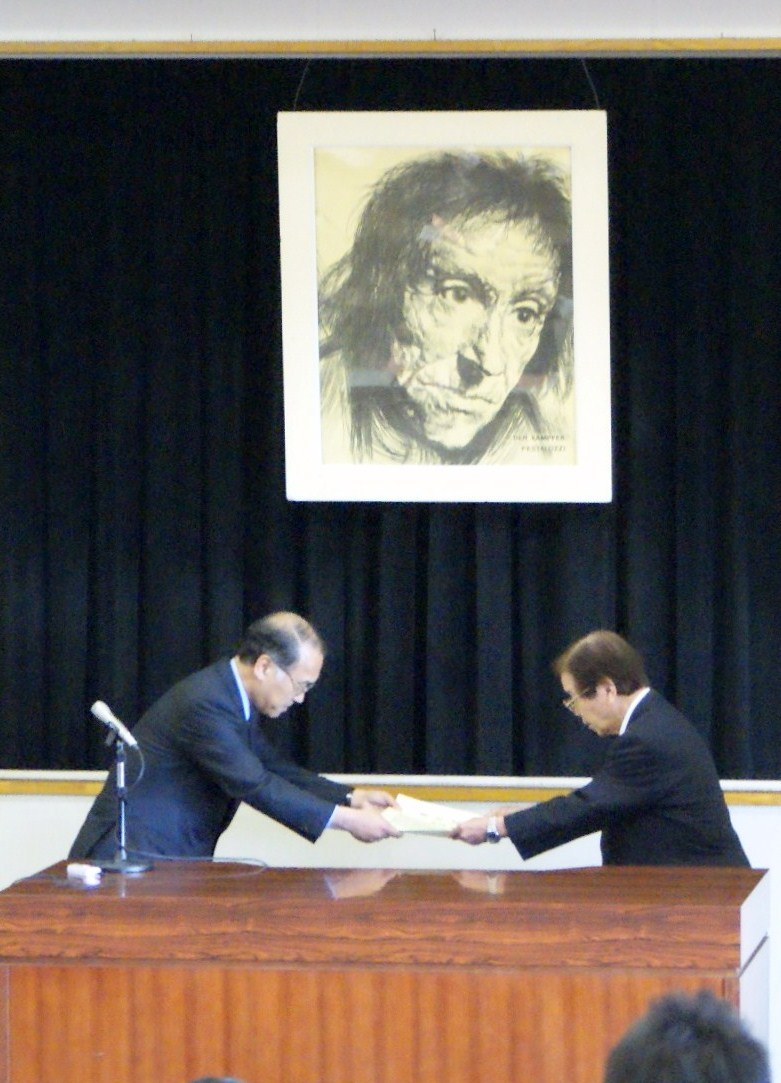
ペスタロッチー教育賞授賞式

## 受賞者
- 第1回（1992年） - 宮城まり子（女優・ねむの木学園の創立者）
- 第2回（1993年） - 谷昌恒（北海道家庭学校校長）
- 第3回（1994年） - 児玉三夫（学校法人明星学苑理事長、明星大学学長、明星小学校校長）
- 第4回（1995年） - 山田洋次（映画監督・「学校」）
- 第5回（1996年） - NHK名古屋放送局（「中学生日記」制作スタッフ）
- 第6回（1997年） - 本吉修二（学校法人白根開善学校校長）
- 第7回（1998年） - 黒柳徹子（女優・ユニセフ親善大使）
- 第8回（1999年） - 社会福祉法人広島新生学園
- 第9回（2000年） - 丸木政臣（学校法人和光学園学園長）
- 第10回（2001年） - 佐野浅夫（俳優・NHKラジオ第2放送「お話でてこい」の語り手）
- 第11回（2002年） - 社会福祉法人似島学園（原爆孤児の引き受け・障害児教育）
- 第12回（2003年） - 九里茂三（学校法人九里学園学園長）
- 第13回（2004年） - 中野光（日本生活教育連盟委員長、日本子どもを守る会会長）
- 第14回（2005年） - アグネス・チャン（歌手・日本ユニセフ協会大使・教育学博士）
- 第15回（2006年） - 津守眞（学校法人愛育学園理事長）
- 第16回（2007年） - 曻地三郎（しいのみ学園園長）
- 第17回（2008年） - 松田実（ネパール学校建設支援協会Inひろしま代表）
- 第18回（2009年） - 西谷英雄（学校法人光の村学園理事長・学園長）
- 第19回（2010年） - 金森俊朗（北陸学院大学教授・元小学校教諭）
- 第20回（2011年） - 高谷清（重症心身障害児施設びわこ学園小児科医師）[注釈 1]
- 第21回（2012年） - 一般社団法人実践人の家
- 第22回（2013年） - 奥地圭子（NPO法人東京シューレ理事長）
- 第23回（2014年） - 水谷修（元横浜市立高等学校教諭）
- 第24回（2015年） - 渡辺和子（学校法人ノートルダム清心学園理事長）
- 第25回（2016年） - 湊晶子（広島女学院大学学長）
- 第26回（2017年） - 中本忠子（NPO法人食べて語ろう会理事長）
- 第27回（2018年） - 児童養護施設舞鶴学園、和田晋（広島市教育委員会主事、前広島市立二葉中学校校長）
- 第28回（2019年） - 大石由紀子（Oishiサポートセンター代表）
- 第29回（2020年） - 村井実（慶應義塾大学名誉教授）
- 第30回（2022年） - MISIA（歌手）
- 第31回（2022年） - 北川聡子（社会福祉法人麦の子会理事長兼総合施設長）
- 第32回（2023年） - NPO法人学習障害児・者の教育と自立の保障をすすめる会見晴台学園